# Astano
Astano est une ancienne commune et une actuelle localité de la commune de Lema, dans le disctrit de Lugano, dans le canton du Tessin, en Suisse.
Le 26 novembre 2023, les habitants de la commune approuvent la fusion avec celles de Bedigliora, Curio, Miglieglia et Novaggio pour former la nouvelle commune de Lema. Celle-ci voit officiellement le jour le 6 avril 2025.

## Natif célèbre
- Domenico Trezzini (1670-1734), architecte.